# دهستان کورکا
دهستان کورکا نام دهستانی در بخش مرکزی شهرستان آستانه اشرفیه، استان گیلان در ایران است. براساس سرشماری مرکز آمار ایران در سال ۱۳۸۵، جمعیت آن ۱۲۹۳۶ نفر (۳۷۲۹ خانوار) بوده‌است.